# Чайковка (Волчанский район)
Чайковка (укр. Чайківка) — село в Охримовском сельсовете Волчанского района Харьковской области. Население по переписи 2001 года составляло 45 человек.

## Географическое положение
Село Чайковка находится на левом берегу реки Волчья, выше по течению в 2 км расположено село Охримовка, ниже — на расстоянии в 1 км село Волоховка, на противоположном берегу село Бочково, до границы с Россией — 4 км.
В центре села большое болото (~7 га).

## История
- 1870 — дата основания.

## Экономика
- В селе есть молочно-товарная ферма.
- Чайковское лесничество.

## Известные люди
- Чайка, Фёдор Васильевич (1918—1974) — Герой Советского Союза, родился в селе[1].